# Diogenes lophochir
Diogenes lophochir is een tienpotigensoort uit de familie van de Diogenidae. De wetenschappelijke naam van de soort is voor het eerst geldig gepubliceerd in 1989 door Morgan.